# 小行星2912
小行星2912（2912 Lapalma）是一颗围绕太阳公转的小行星。1942年2月18日，利斯·奧特瑪在图尔库发现了此天体。
該小行星以西班牙加那利群島最西北端的火山島拉帕爾馬島命名。
这颗小行星的绝对星等为76.31247等。